# Johan Wickström
Johan Oskar Wickström, född 2 juli 1904 i Helsingfors, död 29 juni 1985 i Åbo, var en finländsk barnläkare och epidemiolog. 
Wickström blev medicine och kirurgie doktor 1933, arbetade vid Allmänna sjukhusets i Helsingfors barnavdelning 1936–1940, vid Maria sjukhus 1940–1944, som epidemiläkare vid Medicinalstyrelsen 1941–1945 och var överläkare vid Åbo epidemisjukhus 1945–1969. Han var docent i epidemiologi vid Helsingfors universitet 1940–1946 och vid Åbo universitet 1946–1969. 
Wickströms vetenskapliga arbeten gällde i huvudsak infektionssjukdomar och socialmedicinska problem. Han gjorde en aktiv insats inom folkhälsoarbetet, särskilt bland befolkningen i den åboländska skärgården. Han var även engagerad i politiken bland annat som ledamot av Svenska Finlands folkting 1952–1981 och medlem av stadsfullmäktige i Åbo för Svenska folkpartiet. Han tilldelades professors titel 1957.